# Abyssopathes
Abyssopathes is een geslacht van neteldieren uit de klasse van de Anthozoa (bloemdieren).

## Soorten
- Abyssopathes anomala Molodtsova & Opresko, 2017
- Abyssopathes lyra (Brook, 1889)
- Abyssopathes lyriformis Opresko, 2002